# 圣和短期大学
圣和短期大学（日语：／ Seiwa Tanki Daigaku *），简称圣和短大，是一所位于日本兵库县西宫市的私立短期大学。

## 概要

### 简介
- 学校最早可以追溯到1880年[1][2]。短期大学为于1950年开办、由学校法人关西学院经营、来源于神戸女子神学校、由于教育的基础是新教[3]、招収只女学生从开办[4]。

### 历史
- 1950年 圣和女子短期大学成立并同时设置两个学科、以下列举。
  - 宗教教育科（招生到1963年、停办于1966年）
  - 保育科
- 1981年 改校名为圣和短期大学[3]。
- 1986年 英语科成立（但招生到2000年、停办于2002年）[3]。
- 1988年 再次改校名为圣和大学短期大学部[3]。
- 2009年 再次改校名为圣和短期大学[3]。

### 宪章
- 请参看圣和短期大学的标志 （页面存档备份，存于） （日語） 2014年5月23日阅览。

## 学校环境
- 校区：在兵库县西宫市

## 历任校长
- 广濑纯子：现在短期大学校长[5]

## 组织

### 学科
- 保育科

### 前学科
- 宗教教育科[注 1]
- 英语科[注 2]

### 专科
| - 没有 |

#### 业余课程
| - 没有 |

### 附属机关
- 图书馆[6]

## 知名校友

### 演艺界
- 山崎静代：女艺人

## 相关链接
- 日本短期大学列表
- 关西学院大学
- 关西学院短期大学